# کیت نلیگان
کیت نلیگان (انگلیسی: Kate Nelligan؛ زادهٔ ۱۶ مارس ۱۹۵۰) هنرپیشه اهل کانادا است.
از فیلم‌ها یا برنامه‌های تلویزیونی که وی در آن نقش داشته‌است می‌توان به مارشال آمریکایی، سایه‌ها و مه، گرگ، غریزه کشنده، خصوصی و شخصی، اخطار قبلی، النی و کنت مونت کریستو و موزه مارگارت اشاره کرد.

## جوایز و افتخارات
برنده بفتای بهترین بازیگر مکمل زن برای فیلم  فرانکی و جانی